# Кумьязы
Кумьязы (баш. Ҡомъяҙы) — деревня в Балтачевском районе Башкортостана, относится к Старобалтачевскому сельсовету.

## Географическое положение
Расстояние до:
- районного центра (Старобалтачёво): 5 км,
- ближайшей ж/д. станции (Куеда): 76 км,
- недалеко от южной окраины деревни расположена географическая точка 56°00′00″ северной широты 56°00′00″ восточной долготы.

## Название
Происходит от названия реки Кумьязы (Ҡомъяҙы), от башкирского буквально означает — песочная поляна). Названа по названию одноименной речки.

## История
Деревня основана в конце 18 века башкирами Кыр‑Таныпской волости Бирского уезда на собственных вотчинных землях.
Башкиры деревни Кумьязы  10-го башкирского кантона приняли участие в Отечественной войне 1812 года. Некоторые участвовали в доставлении в армию ремонтных лошадей. Например, в 1813 году зауряд-есаул Абдулнасыр (сын Казбулата) Аиткулов сопровождал лошадей, пожертвованных башкирами в пользу русской армии. Сохранилась запись о его кончине в пути, возвращении его коня и имущества семье. 
В 1816 году в 17 дворах  проживали 80 человек. В 1834 году было 128 жителей при 22 домах, в 1859 году- 347 человек (53 двора).
В 1934 году жители деревни посеяли 1256 пудов хлеба, по 9,8 пудов на каждого человека. Кроме лашадей и коров у них было 106 овец, 69 коз, 30 бортей и 12 ульев. В деревне имелась мечеть.
В 1865 году в 55 дворах проживало 377 человек.
В 1906 году в деревне проживало 890 человек (142 дома). По переписи 1920 года- 996 башкир при 194 дворах.
До 2012 года в деревне Кумьязы работала основная общеобразовательная школа. Ныне здесь имеется начальная школа, функционируют фельдшерско-акушерский пункт, сельский дом культуры, магазины.
Административный центр существовавшего в 1989—2008 гг. Кумьязинского сельсовета.

## Население
| 2002 | 2009 | 2010 |
| ---- | ---- | ---- |
| 592  | ↗665 | ↘532 |

Национальный состав
Согласно переписи 2002 года, преобладающая национальность — башкиры (98 %).

## Религия
В деревне есть мечеть.